# 1. FC Köppelsdorf 1910
1. FC Köppelsdorf 1910  is een Duitse voetbalclub uit Sonneberg, Thüringen. De Sonnebergse deelgemeente Köppeldorf werd pas in 1950 een deel van de stad.

## Geschiedenis
De club werd in 1910 opgericht en was aangesloten bij de Midden-Duitse voetbalbond en speelde in de competitie van Zuid-Thüringen. In 1925 promoveerde de club naar de hoogste klasse, maar degradeerde ook meteen weer. In 1928 promoveerde de club voor een tweede keer en werd opnieuw laatste, maar dit seizoen degradeerde er geen club en in 1929/30 eindigde de club op een zesde plaats. Twee seizoenen later volgde een nieuwe degradatie.
Na de invoering van de Gauliga als hoogste klasse in 1933 verdween de club naar de lagere reeksen. Aangezien ze in 1933 al niet meer in de Gauliga Südthüringen speelden is het niet eens zeker of de club zich kwalificeerde voor de Kreisklasse Südthüringen, die nu de derde klasse werd. 

## Erelijst
- Website